# Michael L. McCormack
Michael L. McCormack (* 26. November 1847 in Friendsville, Pennsylvania; † 15. November 1922 in Saint Paul, Minnesota) war ein US-amerikanischer Schiffskapitän, Geschäftsmann, Bankier, Großgrundbesitzer und Politiker (Demokratische Partei).

## Werdegang
Michael L. McCormack wurde 1847 im Susquehanna County (Pennsylvania) geboren. Sein erstes Lebensjahr war vom Mexikanisch-Amerikanischen Krieg überschattet. Die Familie McCormack zog während seiner Kindheit in das Minnesota-Territorium. Dort besuchte er die Gemeinschaftsschule. Seine Jugend war vom Sezessionskrieg überschattet. Im frühen Alter ging er an den Mississippi River und war auf einem Dampfschiff unter Kapitän Alexander Griggs tätig, seinem zukünftigen Schwager.
James J. Hill stellte ihn als Angestellten ein. Im Rahmen seiner Tätigkeit kümmerte sich McCormack um die Beteiligungen der Hudson’s Bay Company im Dakota-Territorium. McCormack kam 1870 mit seiner Familie in das Territorium. Am 1. April 1871 wurde er zusammen mit Kapitän Alexander Griggs und David M. Holmes bevollmächtigt das Grand Forks County zu errichten. Die Männer legten auch den Standort für die Stadt Grand Forks fest, welche durch die Griggs, Walsh Company gegründet wurde, und wählten diese zum Verwaltungssitz vom Grand Forks County aus.
Im Laufe der Zeit war McCormack Kapitän von verschiedenen Schiffen auf dem Red River of the North, darunter des Dampfschiffs Alpha von der Red River Transportation Company, als das gesamte Fracht- und Passagiergeschäft für den nordwestlichen Teil des Landes noch über den Red River of the North von Moorhead und Fargo (Vereinigte Staaten) mit Winnipeg (Kanada) abgewickelt wurde. 1873 beteiligte er sich an dem Handelsgeschäft Griggs, Walsh & Co. in Grand Forks – ein Unternehmen, welches 1879 an Lyons & Doheny verkauft wurde, nachdem es ein erfolgreiches und florierendes Unternehmen wurde. Im Jahr 1878 gab er seine Tätigkeit als Schiffskapitän auf und ging eine Partnerschaft unter dem Firmennamen McCormack & Griggs ein. In der Folgezeit engagierte er sich im Immobilien- und Getreidegeschäft. In diesem Zusammenhang wurde 1882 die Getreidemühle Grand Forks Roller Mill errichtet, von welcher er Präsident und Geschäftsführer wurde. McCormack besaß einen großen Anteil an dieser. Er war Präsident von der im Jahr 1884 gegründeten Grand Forks National Bank. Außerdem besaß er ein großes Stück Land im Red River Valley, von dem einige hundert Acres unter Anbau waren.
McCormack war der erste County Treasurer vom Grand Forks County. Er errichtete auch den ersten Schulbezirk. Bei den Wahlen im Jahr 1880 kandidierte er erfolglos als demokratischer Delegierter für den Kongress der Vereinigten Staaten. Seine Niederlage beruhte darauf, dass zu jener Zeit nur wenige Demokraten im Territorium lebten. McCormack war 1881 Alderman vom fünften Bezirk von Grand Forks. Im Frühjahr 1882 wurde er zum Bürgermeister von Grand Forks gewählt und dreimal in Folge wiedergewählt. Präsident Grover Cleveland ernannte ihn 1885 zum Secretary of State vom Dakota-Territorium – ein Posten, welchen er von 1886 bis 1889 innehatte. Während seiner Amtszeit fungierte McCormack für eine kurze Zeit als kommissarischer Territorialgouverneur vom Dakota-Territorium. Später saß er mehrere Jahre lang im Senat von North Dakota.
McCormack war zweimal verheiratet. Seine erste Ehe ging er mit Miss Jennie Strong († 1880) ein, eine Schwester von Kapitän Alexander Griggs. Seine Ehefrau verstarb im Alter von beinahe 29 Jahren. Bei ihrem Tod war ihr Kind drei Wochen alt. Am 3. Oktober 1882 heiratete er seine zweite Ehefrau, Miss Adele A. Lyons. McCormack hatte zwei Töchter: Josephine und Ettie, welche 1891 in Notre Dame (Indiana) lebte.
Ende der 1890er Jahre zog McCormack nach Minnesota und ließ sich in Saint Paul (Ramsey County) nieder, wo er bis zu seinem Tod die nächsten 25 Jahre lebte. McCormack verstarb am 15. November 1922 an den Folgen eines Herzinfarkts in seinem Haus in Saint Paul. Seine Beerdigung fand am Tag darauf statt.

## Trivia
Sein Haus in Grand Forks lag am Ufer des Red River of the North.
Im Jahr 1882 verklagte ihn seine Schwiegermutter, Mrs. Strong, wegen angeblicher betrügerischer Zurückhaltung von Immobilien, die sie ihm vertrauensvoll anvertraute, deren damaliger Wert etwa 100.000 Dollar betrug.